# Sabrina Sabrok
Lorena Fabiana Colotta Sabrok, mais conhecida como Sabrina Sabrok (Buenos Aires, 4 de março de 1976), é uma atriz pornográfica, modelo e cantora argentina.
Participou dos programas La hora pico, Gran Hermano México o Sabrina, El Sexo en su Máxima Expresión.
Seu busto atualmente é de 165 cm

## Discografia
- Antisocial EP (2009)
- Jugando Con Sangre (2008)
- Sabrina EP (2006)
- Sodomizado Estas (2002)
- Primeras Impresiones IV (2001)
- Primeras Impresiones III (1999)
- Primeras Impresiones II (1998)
- Primeras Impresiones (1997)[2]